# 尼尔斯·亨利·塞克
尼尔斯·亨利·塞克（丹麥語：Niels Henry Secher，1946年6月24日—），丹麦男子赛艇运动员。他曾代表丹麦参加世界赛艇锦标赛，获得一枚金牌，曾参加1968年和1972年夏季奥运会。